# Heredia y asociados
Heredia y asociados es una serie de televisión chilena basada en la novela de Ramón Díaz Eterovic, que narra las aventuras de un irreverente detective privado, que sufre problemas económicos, se dedica a ayudar a personas y resolver casos que, por lo general, siempre esconden un misterio mucho más inquietante de lo que en un principio aparentan. La serie contó con un reducido elenco de solo cuatro actores fijos, pero tuvo un amplio número de actores invitados en cada uno de los capítulos.

## Elenco
| Actor             | Personaje        |
| ----------------- | ---------------- |
| Claudio Arredondo | Ernesto Heredia  |
| Claudia Pérez     | Nina García      |
| Víctor Rojas      | Esteban Carrasco |
| Aldo Parodi       | Juan Alvear      |
| Aline Kuppenheim  | Emilia Möllert   |

### Participaciones especiales
| Actor                | Personaje  |
| -------------------- | ---------- |
| Consuelo Holzapfel   | Yolanda    |
| Roberto Poblete      | Manuel     |
| Paola Volpato        | Jéssica    |
| Mónica Carrasco      | Hilda      |
| Pablo Macaya         | Boris      |
| Carmen Gloria Bresky | Glenda     |
| Íñigo Urrutia        | Eduardo    |
| Alejandro Trejo      | Nicanor    |
| Carolina Marzán      | Adela      |
| Antonella Orsini     | María José |
| Alejandro Castillo   | Leonardo   |
| Arnaldo Berríos      | Samuel     |
| Florencia Romero     | Nadia      |
| Pamela Villalba      | Loreto     |
| Juan Pablo Bastidas  | Benjamín   |
| Roxana Campos        | Susana     |
| Adela Secall         | Blanca     |
| Claudio González     | Romeo      |
| Luis Uribe           | Sandro     |
| Mireya Véliz         | Asunción   |
| Yoya Martínez        | Olga       |
| Adriano Castillo     | Daniel     |
| Felipe Ríos          | Ángel      |